# جيمس بي. ماكنتاير
جيمس بي. ماكنتاير هو سياسي كندي، ولد في 19 يوليو 1883، وتوفي في 8 أبريل 1957. انتخب عضو مجلس الشيوخ الكندي ‏.